# Marko Muslin
Marko Muslin (Servisch: Марко Муслин) (Brest, 17 juni 1985) is een Frans-Servisch voetballer die als middenvelder uitkomt voor FC Wil 1900.
Muslin daarvoor speelde hij eerder voor OGC Nice, Rode Ster Belgrado, Hajduk Beograd, AS Monaco, Willem II, K. Lierse SK, Lokomotiv Sofia en FC Lausanne-Sport. Zijn vader Slavoljub Muslin is een Servisch oud-voetballer en voetbaltrainer.